# Flin
Flin település Franciaországban, Meurthe-et-Moselle megyében. Lakosainak száma 385 fő (2022. január 1.). Flin Azerailles, Buriville, Chenevières, Fontenoy-la-Joûte, Glonville, Hablainville, Moyen, Saint-Clément és Vathiménil községekkel határos.

## Népesség
A település népességének változása:
| Lakosok száma | 425  | 333  | 374  | 367  | 389  | 373  | 378  | 380  | 384  | 385  |
|               | 1968 | 1982 | 1999 | 2006 | 2011 | 2015 | 2017 | 2018 | 2020 | 2022 |